# Islandpferd
Das Islandpferd, auch Isländer oder Islandpony genannt, ist eine aus Island stammende, vielseitige und robuste Pferderasse beziehungsweise ein Kleinpferd, das dank seines kräftigen Körperbaus auch von Erwachsenen geritten werden kann. Islandpferde gehören zu den Gangpferden, da sie nicht nur über die Grundgangarten Schritt, Trab und Galopp verfügen, sondern zusätzlich über die genetisch fixierte Gangart Tölt. Viele von ihnen verfügen auch über die Gangart Pass. Als „Islandpferd“ anerkannt werden nur reingezogene Tiere, ohne Fremdbluteinkreuzung, deren Abstammung lückenlos bis nach Island zurückzuverfolgen ist. Die Einfuhr von Pferden nach Island ist zur Vermeidung von Krankheiten verboten. Daher können/dürfen Pferde, die zwar in Island geboren wurden und einmal die Insel verlassen haben, nicht wieder nach Island zurückgebracht werden.
Hintergrundinformationen zur Pferdebewertung und -zucht finden sich unter: Exterieur, Interieur und Pferdezucht.

## Exterieur

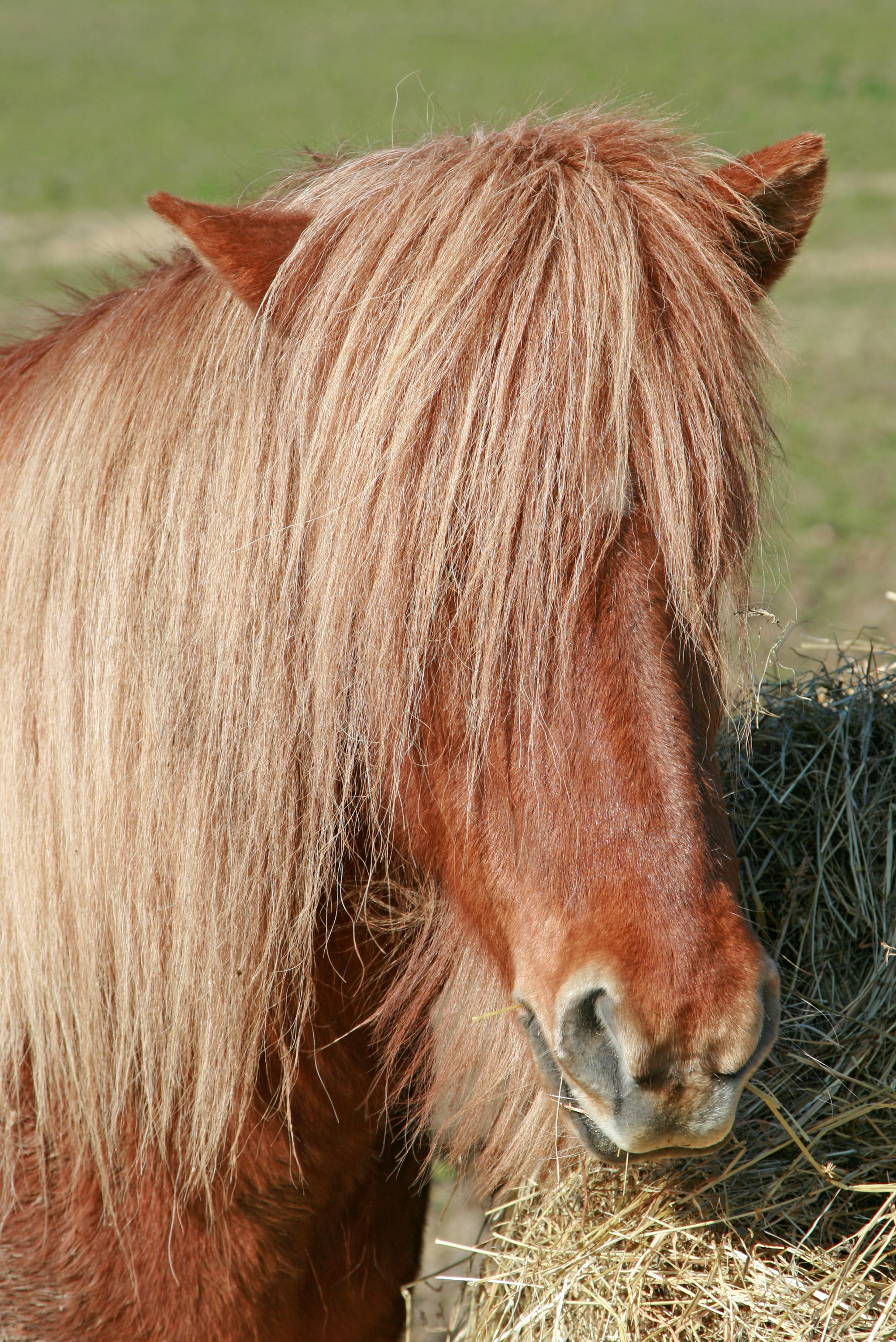
Dichte Mähne eines Islandpferdes

Isländer schwanken im Typ. Während viele – gerade ältere Tiere – im Ponytyp stehen, entspricht ein elegantes, flexibles, gut bemuskeltes, im Reitpferdetyp stehendes Islandpferd mit schön getragenem, ausdrucksvollem Kopf und vollem Schweif- und Mähnenhaar dem derzeitigen Zuchtziel der FEIF. Dieses Zuchtziel ist jedoch umstritten, wie sich häufig im IPZV-Verbandsorgan „Das Islandpferd“ zeigt.
Isländer sind robust und wetterhart, denn sie entwickeln ein besonders dichtes Winterfell, das es ihnen ermöglicht, in ihrer isländischen Heimat draußen zu überwintern.

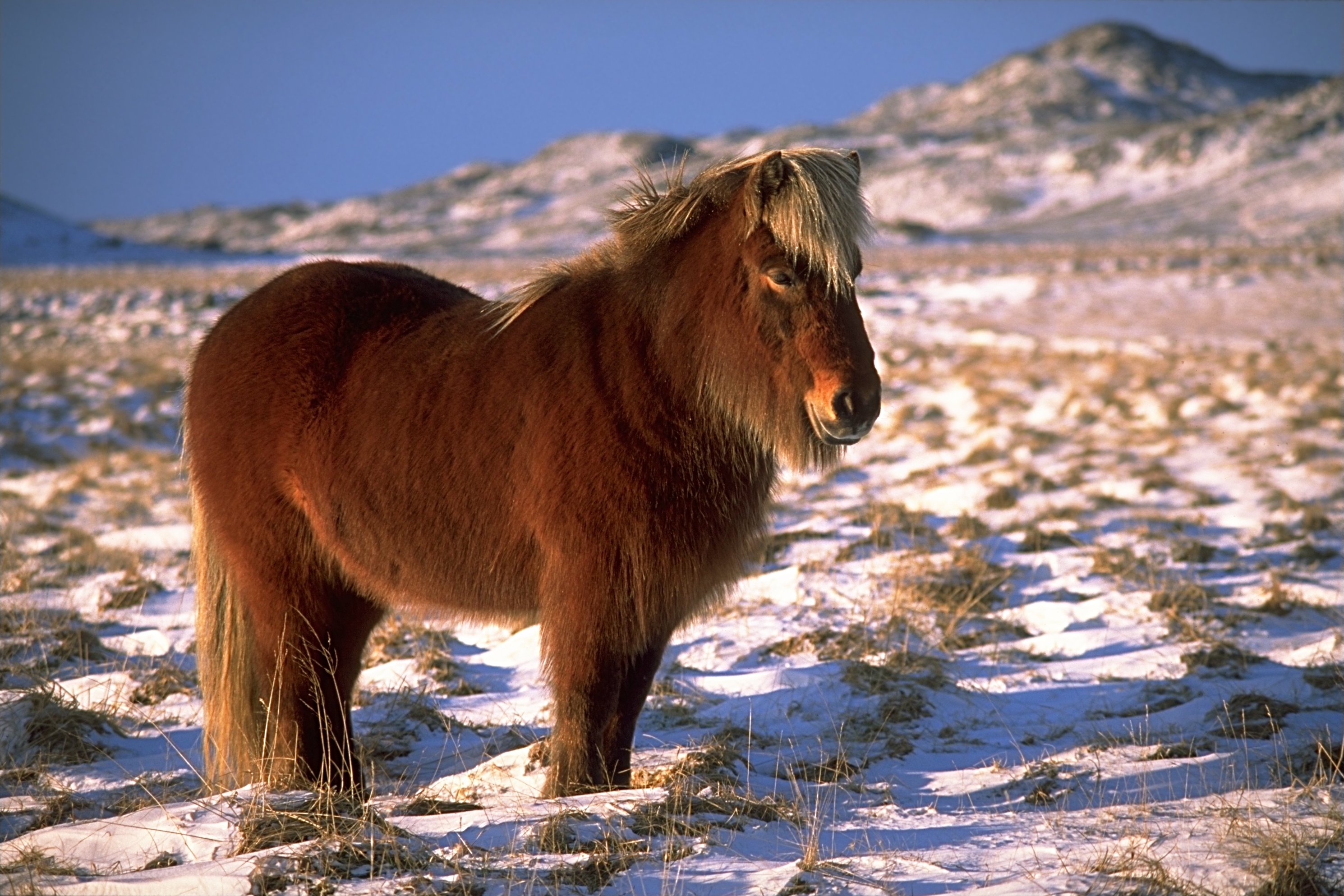
Dickes Winterfell

Bei den Isländern findet man eine Vielzahl von unterschiedlichen Fellfarben. Neben den Grundfarben Füchse, Rappen, Braune gibt es auch Schimmel, Falben, Isabellen, Braunisabellen, Leuchtrappen, Weißisabellen, Windfarbene und Farbwechsler. Letztere sind bei dieser Rasse relativ selten. Tobiano-Schecken sind beim Isländer häufiger als nordische Schecken. Andere Schecken kommen nicht vor.
Ein Isländer ist erst mit ca. sieben Jahren ausgewachsen. Mit Rücksicht auf die späte körperliche Reife der Tiere werden sie erst zwischen dem vierten und fünften Lebensjahr angeritten. Isländer werden normalerweise recht alt, 30 bis 35 Jahre und mehr sind keine Seltenheit. Häufig können sie noch weit über ihr 25. Lebensjahr hinaus geritten werden.

## Interieur

### Wesen
Gewünscht wird ein vielseitig begabtes Reitpferd für die Einsatzbereiche Freizeit und Sport, das von Erwachsenen und Kindern geritten werden kann. Ein Islandpferd sollte zäh, unabhängig, sozial und leicht zu handhaben, dabei genügsam sein, einen guten Gehwillen und einen guten und ausgeglichenen Charakter haben.

### Gesundheit
Islandpferde sind als Robustrasse physisch und psychisch stark und gesund. Es können jedoch Probleme mit dem Sommerekzem und der Gelenkerkrankung Spat auftreten. Das Sommerekzem ist eine allergische Reaktion auf den Speichel einer (auf Island nicht heimischen) Gnitzenart (Culicoides sp.), das bei den betroffenen Pferden zu starkem Juckreiz führt, häufig in Zusammenhang mit mangelnder Bewegung, Fütterungsfehlern bzw. Überfütterung. Pferde, die aus Island importiert wurden, leiden prozentual gesehen häufiger darunter als auf dem Kontinent gezogene. Die Neigung zu Ekzem ist erblich, in bestimmten Zuchtlinien tritt die Krankheit deutlich öfter auf als in anderen. Im Flachland gehaltene Pferde erkranken häufiger als im Gebirge oder in Meernähe stehende. Mittlerweile können durch sogenannte Ekzemerdecken und bestimmte Präparate die unangenehmen Folgen der Krankheit stark in Grenzen gehalten werden.
Spat ist eine Entzündung kleiner Knochen im Sprunggelenk, die günstigenfalls zur Verknöcherung derselben führt und bei Ponyrassen vermehrt auftritt. Während des entzündlichen Prozesses gehen erkrankte Pferde mehr oder weniger lahm. Nach dem Abschluss des Verknöcherungsprozesses wird meist eine gewisse Steifigkeit der Hinterhand beobachtet. Isländische Wissenschaftler erkannten die Erblichkeit von Spat und empfehlen, sich züchterisch hieran zu orientieren. Seit 2006 müssen auch in Deutschland alle Hengste (5+6-jährige), die erstmals eine Materialprüfung nach der FEIF-Islandpferde-Zuchtordnung (FIZO) ablegen, eine Spatuntersuchung vorweisen.

## Spezialgangarten
Neben den bekannten Grundgangarten Schritt, Trab und Galopp beherrschen heute die meisten Isländer die Gangarten Tölt und Pass. Das Gangspektrum von Islandpferden bewegt sich in vielen Variationen vom Viergänger zum Fünfgänger, wobei das heute häufig erreichte Zuchtziel ein in allen Gängen leicht zu reitendes Islandpferd mit ausdrucksvollen Bewegungen ist.

### Tölt

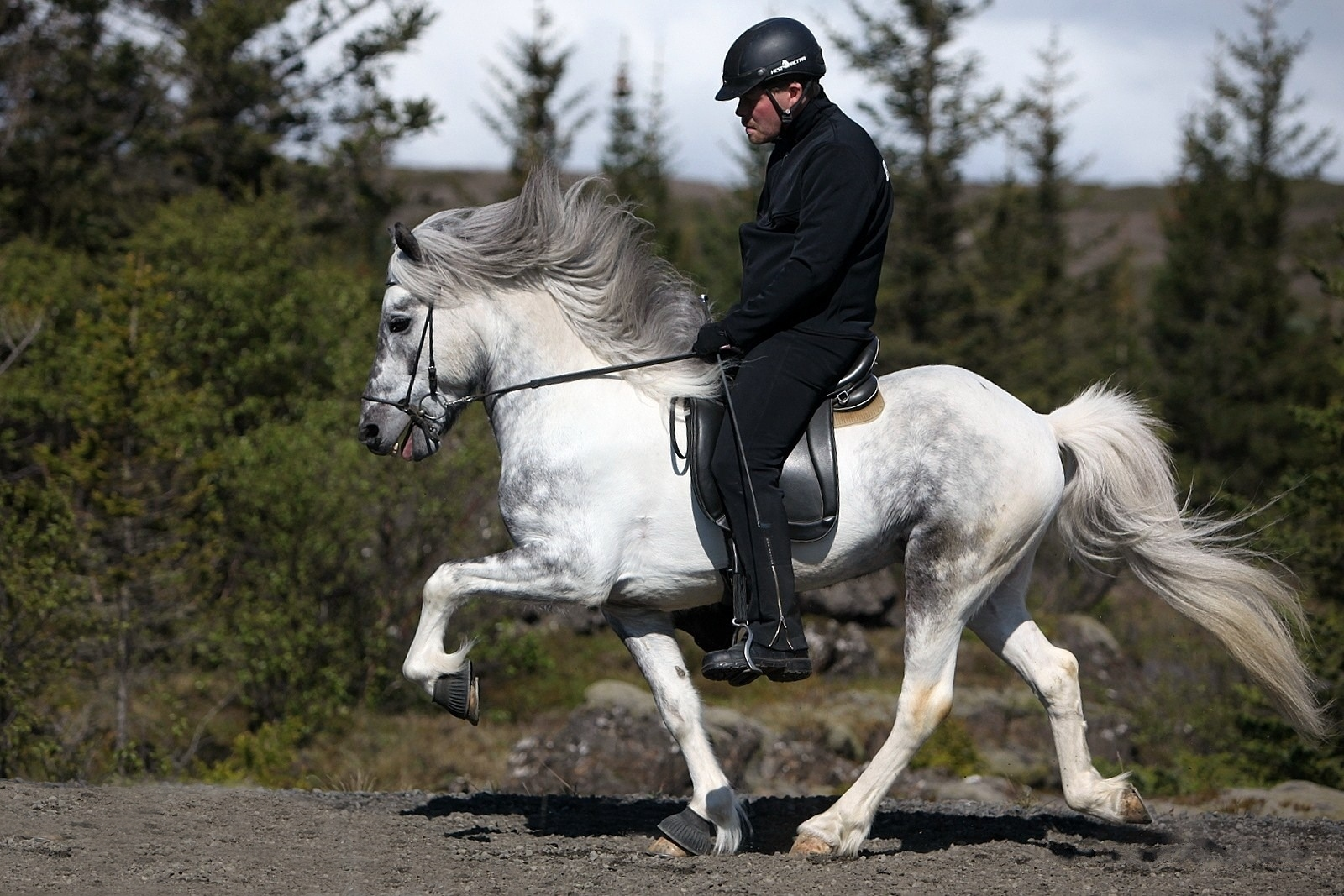
Islandpferd im Tölt

Die Fußfolge des Tölts entspricht der des Schrittes und ist ein klarer Viertakt. Anders als im Schritt, wo sich Zwei- und Dreibeinstützen abwechseln, hat ein töltendes Pferd abwechselnd nur ein oder zwei Hufe am Boden. Durch die fehlende Sprungphase sitzt der Reiter auf einem Tölter nahezu erschütterungsfrei oder schwingt, nahezu wie in einem Sessel, bei Pferden mit hoher Bewegung, angenehm auf und ab. Das Pferd geht unter dem Reiter aufgerichtet und „tanzt“ aus der Schulter. Tölt kann – je nach Gangveranlagung und Ausbildungsstand des Pferdes – fast von Schrittgeschwindigkeit bis hin zur Galoppgeschwindigkeit geritten werden (Renntölt).
Die Gangart Tölt ist für Reiter sehr angenehm und hat wesentlich zur Beliebtheit und Verbreitung des Islandpferdes beigetragen.

### Rennpass

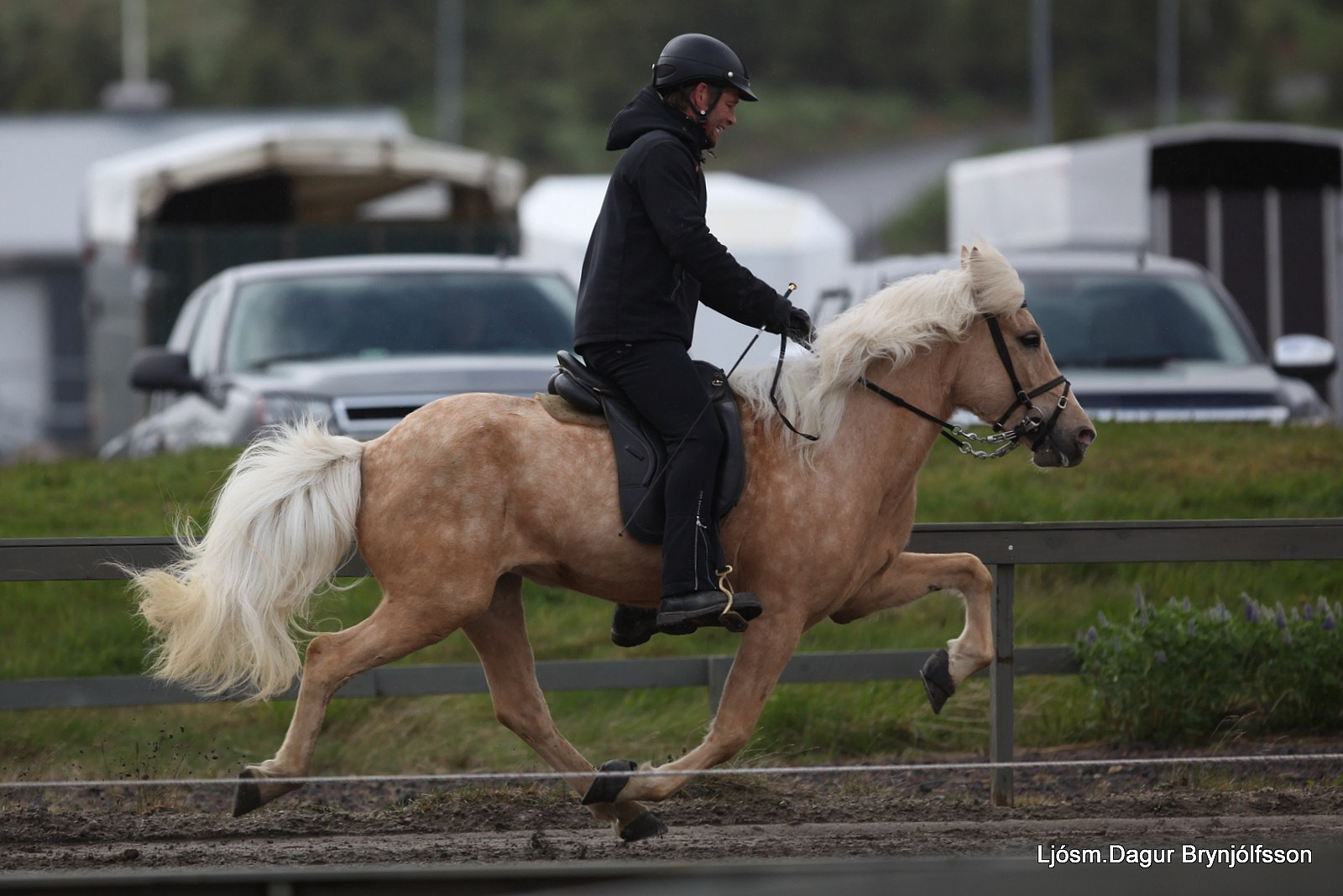
Islandpferd im Rennpass

Einige Islandpferde beherrschen über den Tölt hinaus den Passgang, der normalerweise nur im Renntempo geritten wird. Das Islandpferd läuft dabei in gestreckter Haltung von einer Lateralen auf die andere. Als fehlerhaft wird der sogenannte „Schweinepass“ angesehen, dem die für den Rennpass typische Flugphase zwischen dem Auffußen der lateralen Beinpaare fehlt. Rennpass gilt als „Königsgangart“ des Islandpferdes, besonders gute Fünfgangpferde werden auch als „Gæðingur“ bezeichnet.
Die Weltrekorde im Rennpass lagen 2012 bei:
- P1 Passrennen 250 m: 19,86″ Magnus Lindquist/Thor från Kalvsvik [SE1991103807] 9. Mai 2004 – Herning, St. Bededagsstaevne (DK)
- P2 Speedpass 100 m: 6,95″ Carina Mayerhofer/Frami von St. Oswald [AT1997160415] 26. August 2012 – Wehrheim, Mitteleuropäische Meisterschaft (DE)[4]
- P3 Passrennen 150 m: 13,47″ Marie Catherine Gratzl/Blökk frá Kambi [IS2000287461] 25. Juni 2011 – St. Radegund, 2. WM-Qualifikation (AT)[5]

## Zuchtgeschichte

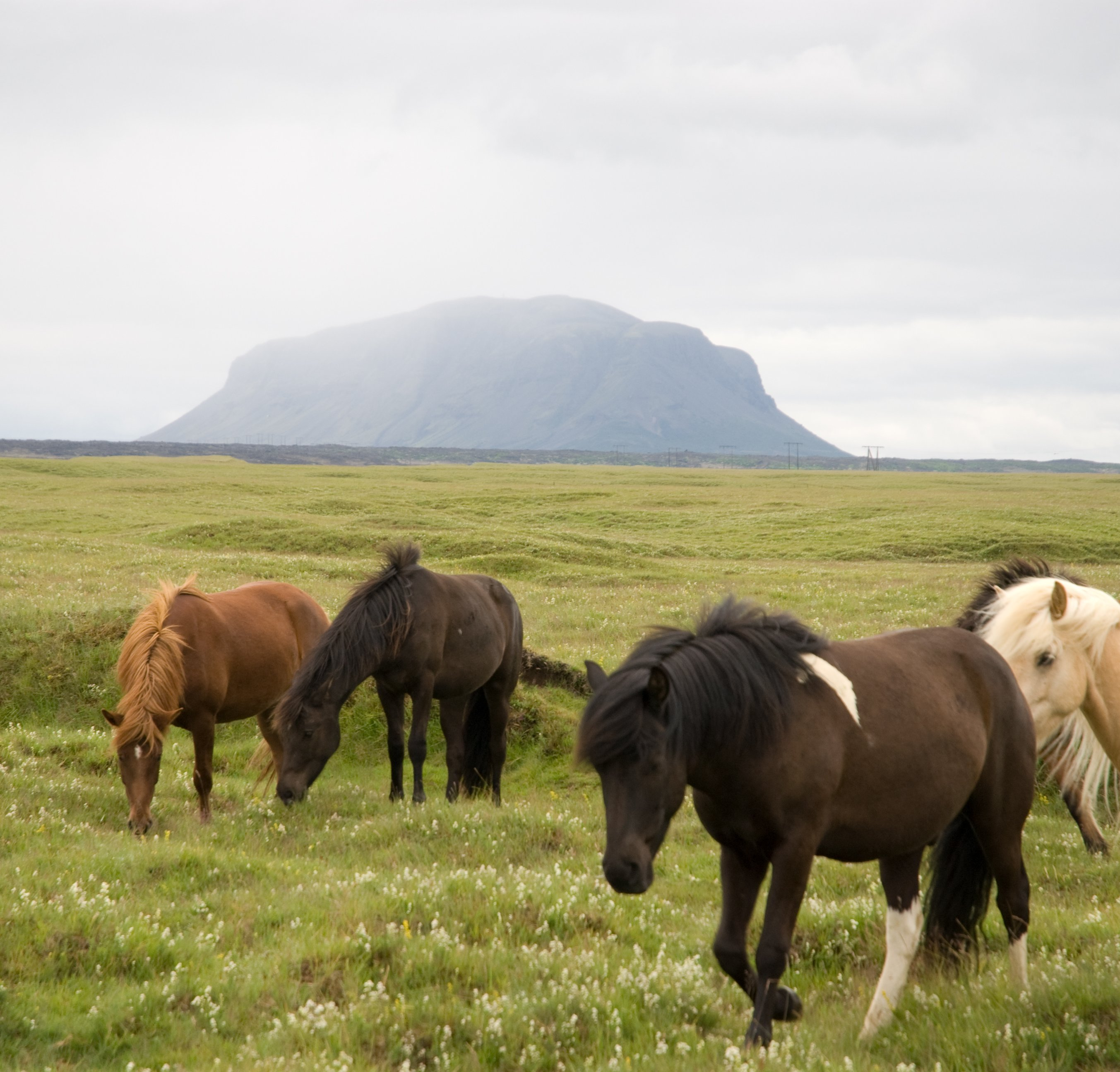
Eine Herde auf Island

Das Pferde-Importverbot gilt seit 1909. Vor allem Wallache anderer Rassen, z. B. von Fjordpferden, fanden zuvor als Arbeitspferde den Weg nach Island. Die heutige Rasse Islandpferd entwickelte sich aus der damals vorhandenen, gemischten Population nordischer Pony- und mitteleuropäischer Pferderassen. Historische Texte deuten darauf hin, dass jedoch auch einzelne Vollblutpferde in Island vererbten.
Isländische Bauern züchten bis heute hauptsächlich Pferde und Schafe. Große Teile der Herden weiden im Sommer ohne Aufsicht im Hochland (eine Form des mobilen Pastoralismus), bevor sie im September zu Pferd wieder zurückgetrieben werden. Auch die Pferde dienten von jeher der Fleischgewinnung. Nur etwa 40 Prozent der gezüchteten Pferde werden in der Zucht oder als Reitpferde eingesetzt. Während es im grasreichen Südland von Island von jeher regelrechte Fleischpferdezuchten gab und gibt, haben sich die Bauern in anderen Regionen auf die Zucht von Reitpferden spezialisiert, wobei hart selektiert wird. Vor allem im Norden Islands wird mehr Wert auf den Reitsport gelegt. Die Pferde aus dieser Region sind auch viel schmaler und eleganter gezüchtet als die etwas derberen aus dem Süden.
Bis etwa 1926 wurden Islandpferde in Island als Reit- und Lasttiere benötigt, weil es noch kein Straßennetz gab. Dieser Leistung gedachten die Isländer, als sie in Reykjavík ihrem Lastpferd ein Denkmal setzten. Die isländische Pferdezucht erlebte anschließend einen Niedergang. Ende der vierziger Jahre wurde jedoch die Wende geschafft und das nahezu ausschließliche Zuchtziel „Reitpferd“ etablierte sich. In den 50er und 60er Jahren erlebte das Islandpferd einen Export-Boom. Hauptmarkt war Deutschland, wo der Isländer als Freizeitpferd besondere Beliebtheit gewann, woran die Immenhof-Filmreihe, basierend auf Werken der Autorin Ursula Bruns, spätere Herausgeberin der Fachzeitschrift „Pony Post / Freizeit im Sattel“, maßgeblich beteiligt war. Später entwickelte sich die Priorität der Zucht und Reiterei in Deutschland hin zu dem Gangpferd, das wir heute kennen. Die Zielsetzung eines vielseitigen, kompakt gebauten Geländereitpferdes „für die ganze Familie“ trat demgegenüber in den Hintergrund, woran auch die steigende Preisentwicklung beteiligt war. 1967 wurde der Bundesverband IPZV e. V. gegründet. Bekannte deutsche Reiter wie Walter Feldmann und Hans Georg Gundlach entwickelten aus den Grundlagen der Dressurreiterei das Gangreiten und trugen das Wissen darum auch nach Island zurück.
Heute ist Deutschland nach Island das größte Zucht- und Exportland für Islandpferde.

### Zuchtverbände
Die FEIF wurde am 25. Mai 1969 als Föderation Europäischer Islandpferde Freunde gegründet. Die Abkürzung FEIF wurde beibehalten, während der volle Name heute International Federation of Icelandic Horse Associations ist. Diese Vereinigung stellt eine Dachorganisation zu den nationalen Zuchtverbänden dar.
Offiziell ist der IPZV e. V. der deutsche Züchterverband für Islandpferde. Der Verband führt Zuchtprüfungen nach FEIF-Reglement für Islandpferde durch, deren Ergebnisse von den Landeszuchtverbänden und dem Zuchtverband für Deutsche Pferde anerkannt werden. Der IPZV e. V. ist jedoch nicht berechtigt, Equidenpässe und Eigentumsurkunden auszustellen. In Deutschland geborene Isländer tragen daher die jeweiligen Brände ihrer Landeszuchtverbände bzw. des Zuchtverbandes für Deutsche Pferde. In Island geborene Pferde weisen häufig einen Kaltbrand auf der linken Seite des Rückens auf. Anhand des meist fünfstelligen Brandes kann das Pferd im isländischen Zuchtregister WorldFengur eindeutig identifiziert werden. Der isländische Brand setzt sich zusammen aus Geburtsjahr, Herkunft (Region), Züchternummer und der laufenden Nummer des jeweiligen Pferdes.

### Namengebung
Traditionell bekommen Isländer in allen Ländern isländische Namen, verbunden durch das Wort „frá“ beziehungsweise „von/vom“ mit dem Hof- oder Gestütnamen.

### Zucht, Aufzucht und Haltung

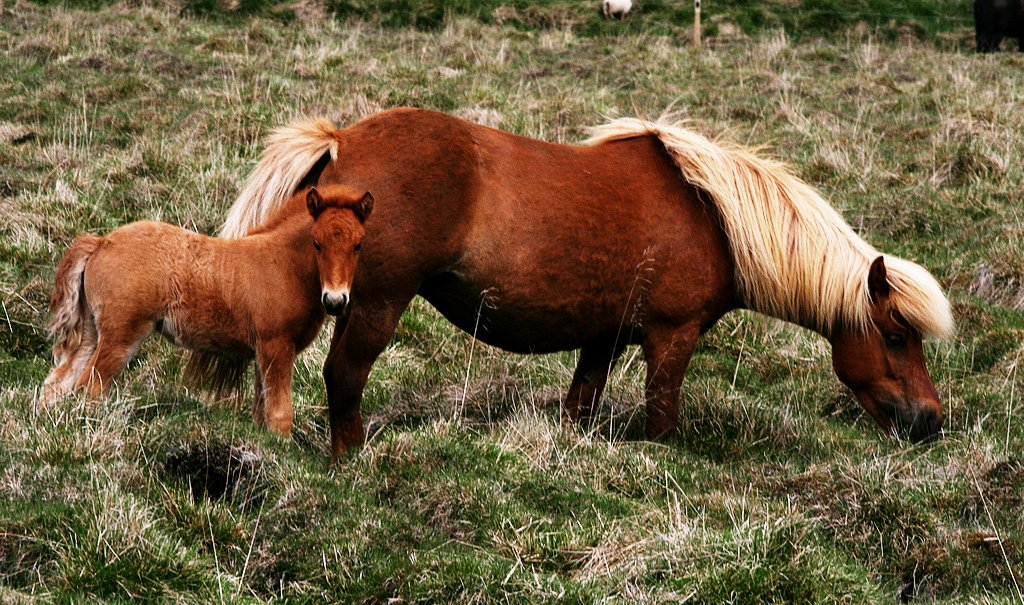
Isländerstute mit Fohlen auf Island

Die Deckzeit beginnt in Deutschland üblicherweise am 1. Juni, damit die Fohlen nach elfmonatiger Tragzeit im Mai und damit auf der Weide geboren werden können. Ein bis zwei Tage vor Beginn der Deckzeit wird die Stutenherde zusammengestellt, um Rangordnungskämpfe während der Deckperiode zu vermeiden. In dieser Zeit steht der Islandhengst mit den Stuten im Herdenverband (Natursprung). In die Deckperiode von sechs Wochen fallen mit vier Wochen Abstand jeweils zwei Rosseperioden der Stuten, die mit 90-prozentiger Sicherheit bedeckt werden, ein Wert, der von anderen Bedeckungsmethoden unerreicht ist. Hengste decken normalerweise über zwei Perioden (zweimal sechs Wochen) bis zu 30 Stuten. Einige Hengste decken nur oder zusätzlich an der Hand, auf diese Weise können mehr Stuten gedeckt werden. Künstliche Befruchtung von Stuten kommt praktisch nicht zum Einsatz.
Die Tragzeit beträgt 11 Monate. In Island werden Islandfohlen in der Mutterstutenherde ohne menschliche Unterstützung geboren und bleiben bis Anfang Dezember in dieser Herde, anschließend werden sie von den Mutterstuten getrennt (abgesetzt) und mit gleichaltrigen Fohlen aufgezogen. Am Ende des ersten Winters erfolgt die Trennung der Jährlinge nach Geschlechtern. Junghengste werden zwischen dem ersten und dritten Lebensjahr kastriert.
Islandpferde leben traditionell robust in Herdenauslaufhaltung, das heißt, sie werden nach Möglichkeit ganzjährig im Freien gehalten. In großen Reitpferdebeständen werden Wallache und Stuten häufig getrennt gehalten, um Verletzungen zu vermeiden, insbesondere wenn eine hohe Fluktuation innerhalb der Herde besteht.
Im Winter hält man Reitpferde für gewöhnlich in der Nähe des Stalles in befestigten Ausläufen mit Witterungsschutz.
Die Heck-Brüder kreuzten in den 1930er und 1940er Jahren neben Przewalski-Pferden und anderen Hauspferderassen mit Wildpferdemerkmalen auch Islandpferde ein, um eine dem ursprünglichen Tarpan ähnliche Abbildzüchtung zu erhalten, die heute als Heckpferd bekannt ist.

### PMSG
PMSG ist ein Sexualhormon trächtiger Stuten, dessen Verabreichung bei anderen Säugetieren die Fruchtbarkeit und den Fleischzuwachs erhöht und zudem eine zeitliche Steuerung des Geburtstermins ermöglicht. Das Hormon ist daher als Bestandteil von Tierarzneimitteln in der intensiven Tierhaltung vieler Länder zugelassen. Die Gewinnung des Hormons erfolgt aus dem Blutserum der Pferde. 2015 deckten Tierschützer skandalöse Zustände dieser Praxis in Südamerika auf. Daraufhin wurde die Produktion verstärkt nach Island verlagert, da sie dort besonders kostengünstig ist, denn auf den Naturweiden werden die Pferde einfach sich selbst überlassen, ohne schützende Unterstände. Ist die Zeit für die Blutabnahme gekommen, werden die trächtigen Stuten eingefangen und in Fixierstände getrieben.
Derzeit wird etwa 5000 Stuten aus fast 100 Betrieben vom Spätsommer bis zum Herbst insgesamt rund 170.000 l Blut abgenommen, das sind innerhalb weniger Wochen 30–40 l pro Pferd.
Das Hormon wird dann in Form eines Proteinpulvers nach Nordamerika und Europa exportiert. 2020 betrug der Erlös rund 10 Millionen Euro. Der Marktwert von Stutenblut übertrifft jenen der Fohlen, sodass diese als unnötiges Beiprodukt der PSMG-Gewinnung betrachtet werden. Seit 2009 hat sich die Produktion verdreifacht und jedes Jahr schließen sich weitere Zuchtbetriebe an, sodass Island heute der größte PSMG-Produzenten für den europäischen Markt ist.
Da die wildlebenden Stuten durch das Einfangen, den Kontakt mit Menschen und die enge Einpferchung während der schmerzhaften Prozedur gestresst werden, und da nach der Blutabnahme Schwindel auftreten kann, widerspricht dies dem isländischen Tierschutzrecht, in dem die Erhaltung des Wohlbefindens der Tiere festgeschrieben ist. Dies und die enormen Einnahmen durch den Bluthandel sind die Gründe, warum darüber in Island bis vor kurzem nichts an die Öffentlichkeit gedrungen ist.
Der Schwedische Naturschutzverein nennt Dänemark und Deutschland als Hauptabnehmer des Hormons von isländischen Pferden.

## Verbreitung
Laut einer Statistik der FEIF (der internationalen Vereinigung der nationalen Islandpferdeverbände) von 2020 gibt es weltweit fast 280.000 Islandpferde. Die meisten Pferde stehen mit über 90.000 im Mutterland Island. Deutschland ist nach Island das größte Zuchtgebiet für Isländer mit knapp 63.000 Pferden.
Islandpferde-Vereine, die der internationalen Organisation FEIF angeschlossen sind, gibt es inzwischen in Island, Österreich, Belgien, Kanada, Dänemark, auf den Färöern, in Finnland, Frankreich, Deutschland, Großbritannien, Italien, Luxemburg, Neuseeland, Niederlande, Norwegen, Slowenien, Schweden, Schweiz und den USA.
In einigen Naturschutzgebieten Mitteleuropas (etwa in den Niederlanden) werden Islandpferde aufgrund ihrer Eigenschaften als Robustpferde zur ganzjährigen extensiven Weidehaltung genutzt, um die Flächen offen zu halten.

## Sport
Islandpferde-Sportturniere unterscheiden sich von „normalen“ Reitturnieren, da besonders die vier oder fünf Gänge des Islandpferdes auf einer Oval- oder Passbahn gezeigt werden. Es gibt auch spezielle Gangprüfungen nur jeweils für die Gangarten Tölt oder Rennpass sowie Passrennen. Speziell für Freizeitreiter wurden die Hestadagar-Wettbewerbe entwickelt. Bei Spring/- bzw. Dressurturnieren sieht man sie nicht so oft.
Das Islandpferd ist die einzige Rasse, für welche eigens eine Weltmeisterschaft ausgerichtet wird. Die 1. Internationale Gæðingakeppni-Meisterschaft fand 2012 im Gangpferdezentrum in Aegidienberg bei Bonn statt.
Heute gibt es in Deutschland viele kleine Verbände, die unter dem Dachverband IPZV stehen. Diese Vereine richten eigene Turniere aus, um Kader für Meisterschaften zu stellen. Auch für Freizeitreiter gibt es Angebote, wie zum Beispiel Wanderritte.

## Pferd oder Pony
Im Isländischen gibt es nur das Wort hestur für Pferd und mangels anderer Hauspferde-Rassen auf der Insel ist eine weitere Unterscheidung nicht nötig; Ponys werden allgemein allenfalls als smáhestur, „Kleinpferd“, bezeichnet. Isländer gelten von der Herkunft und Größe her international als Ponyrasse. Neutral ist die Bezeichnung Isländer.